# Miss Night and Day
Miss Night and Day (coréen : 낮과 밤이 다른 그녀</link></link>) est une série télévisée sud-coréenne en cours mettant en vedette Lee Jung-eun, Jung Eun-ji et Choi Jin-hyuk. Créée sur JTBC le 15 juin 2024, elle est diffusée tous les samedis et dimanches à 22h30 (KST). Elle est également disponible en streaming sur Netflix dans certaines régions.

## Synopsis
Miss Night and Day raconte l'histoire de Lee Mi-jin, sans emploi, qui se retrouve un jour coincée dans la peau de Lim Soon, une femme d'une cinquantaine d'années. Retrouvant son corps de 28 ans la nuit tombée, elle mène une double vie, travaillant le jour et sortant la nuit, mêlée des deux côtés à des histoires de meurtres, qui la rapprochent peu à peu de Gye Ji-woong, un procureur bourreau de travail récemment transféré au bureau des procureurs du district de Seohan.

## Casting et personnages

### Personnages Principaux
- Lee Jung-eun dans le rôle de Lim Soon, apparence de Lee Mi-Jin pendant le jour, travaillant pour le bureau du procureur du district de Seohan en tant que stagiaire
- Jung Eun-ji dans le rôle de Lee Mi-jin, chercheuse d'emploi de 28 ans vivant avec ses parents et retrouvant son apparence après le coucher du soleil.
- Choi Jin-hyuk dans le rôle de Gye Ji-woong, un procureur récemment transféré au bureau du district de Sehoan afin d'enquêter sur plusieurs sujets de disparition
- Baek Seo-hoo dans le rôle de Ko-won, membre du principal groupe d'idoles de Corée du Sud, Kingland, récemment enrôlé dans l'armée[3].

### Autres

#### Les gens autour de Mi-jin
- Kim A-young (ko) dans le rôle de Do Ga-young, meilleure amie de Mi-jin et influenceuse beauté
- Jung Young-joo (ko) dans le rôle de Lim Chung, mère de Mi-jin travaillant à la boucherie du quartier
- Jung Suk-yong (ko) dans le rôle de Lee Hak-chan, père de Mi-jin
- Ahn Sang-woo (ko) dans le rôle de Do Pyeon-gang, père de Ga young et agent immobilier
- Yoon Byung-hee (ko) dans le rôle de Joo Byeong-duk
- Moon Ye-won dans le rôle de Tak Cheon-hee.
- Kim Gwang-sik (ko) dans le rôle de Cha Jae-sung
- Kim Mi-ran dans le rôle de Woo Yeon
- Choi Moo-in (ko) dans le rôle de Seo Mal-tae
- Kim Jae-rok (ko) dans le rôle de Geum Gwang-suk
- Bae Hae-sun dans le rôle de Na Ok-hee
- Choi Beom-ho (ko) dans le rôle de Go Na-heun
- Jung Jae-sung (ko) dans le rôle de Baek Chul-gyu